# Anthophora dispar
Anthophora dispar es una especie de abeja del género Anthophora, familia Apidae. Fue descrita científicamente por Lepeletier en 1841.

## Descripción
Los adultos de estas abejas alcanzan hasta 14 a 16 milímetros (0,55 a 0,63 pulgadas) de largo y se pueden encontrar desde principios de la primavera, alimentándose y recolectando polen y néctar en las plantas de floración temprana. El cuerpo es densamente peludo. Las patas medias de los machos son muy alargadas con largos mechones de pelos negros en los tarsos. Los machos y las hembras tienen un diseño y color diferente, por lo que parecen pertenecer a dos especies distintas (de ahí el nombre en latín "dispar"). En las hembras las escobillas para recoger el polen en sus patas traseras son rojas y el abdomen muestra rayas blancas, mientras que en los machos es negro.

## Distribución geográfica
Esta especie habita en el continente africano y en varios países de Europa (Francia, Italia, Hungría), también en el norte de Asia (excepto China).